# Nożewo
Nożewo (prononciation : [nɔˈʐɛvɔ]) est un village polonais de la gmina d'Olszewo-Borki dans le powiat d'Ostrołęka de la voïvodie de Mazovie dans le centre-est de la Pologne.
Il se situe à environ 6 kilomètres au sud-ouest d'Ostrołęka (siège du powiat) et à 997 kilomètres au nord de Varsovie (capitale de la Pologne).
Le village compte approximativement une population de 200 habitants en 2007.

## Histoire
De 1975 à 1998, le village appartenait administrativement à la voïvodie d'Ostrołęka.